# Chris Colfer
Christopher Paul "Chris" Colfer (sinh ngày 27, tháng 5, năm 1990) là một diễn viên, ca sĩ và nhà văn người Mỹ, được biết đến qua nhân vật Kurt Hummel trong sê-ri phim truyền hình Mỹ, Glee. Anh đã thắng một Quả cầu vàng cho hạng mục Nam diễn viên phụ Xuất sắc nhất và có hai đề cử cho giải Emmy.
Colfer sau đó đã được liệt kê trong danh sách 100 người có ảnh hưởng nhất của tạp chí Time năm 2011.

## Những năm đầu đời và học vấn
Colfer sinh ra ở Clovis, California, con trai của Karyn (née Boling) và Tim Colfer. Colfer có gốc Ai-len, cậu nói "Tôi rất Ai-len, gia đình tôi rất Ai-len và ngày thánh Patrick ở nhà tôi giống như điên vậy." Cậu học tại nhà trong nửa năm lớp 7 và lớp 8 vì bị bắt nạt quá nhiều ở trường.
Khi còn là học sinh của Trường Trung học Clovis East, Colfer tham gia vào chương trình Diễn Thuyết và Tranh Luận, nơi cậu đã thắng "rất nhiều chức vô địch về diễn thuyết và tranh luận". Khi là học sinh năm 2, cậu đã viết, diễn, và đạo diễn phiên bản của Sweeney Todd với tựa đề "Shirley Todd", với tất cả các vai đều bị đảo ngược giới tính. Một trong những chuyện có thực ở trường cậu, câu chuyện sau đó đã trở thành một phần cốt truyện cho nhân vật của cậu trong Glee, khi các giáo viên trong trường đã không cho cậu cơ hội để hát "Defying Gravity" trong vở nhạc kịch Wicked vì nó thường được hát bằng giọng nữ. Bà của cậu, 1 mục sư, đã cho cậu hát ở nhà thờ của bà.

## Sự nghiệp

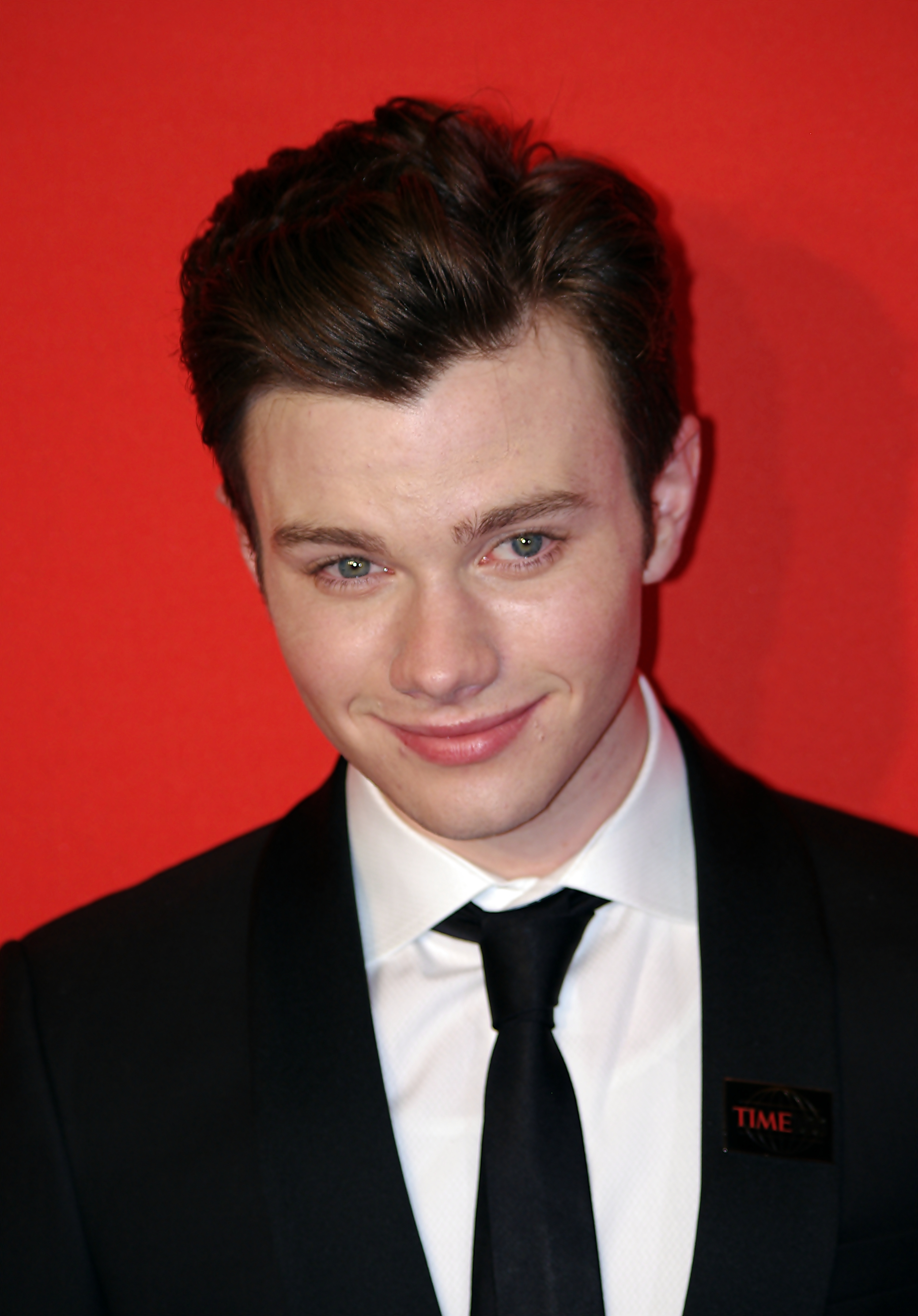
Colfer tại Time 100 Gala, 27 tháng 4 năm 2011

Show diễn đầu tiên Colfer tham gia với nhà hát địa phương là West Side Story.
Khi cậu còn nhỏ, cậu đã diễn vai "Kurt" trong 1 phiên bản của The Sound of Music.
Khi 18 tuổi, Colfer diễn Russel Fish trong Russel Fish: The Sausage and Eggs Incident, phim ngắn kể về 1 cậu bé vụng về phải đậu bài kiểm tra về thể chất hoặc trượt môn thể dục và mất cơ hội vào được Đại học Harvard.

### Glee
Vai diễn đầu tiên của Colfer trên TV là vào năm 2009 khi cậu trong vai Kurt Hummel trong Glee của Fox - Một cậu bé gay rất thời trang và sở hữu giọng nam cao, bị bắt nạt ở trường không chỉ vì cậu là gay mà còn vì cậu là thành viên của câu lạc bộ rất không được ưa chuộng Glee, cậu hiện đang hẹn hò với Blaine Anderson, do Darren Criss thủ diễn. Colfer đã đến thử vai Artie Abrams, cậu bé tật nguyền trên xe lăn, vai mà cuối cùng đã thuộc về Kevin McHale. Sau đó, người sáng tạo show diễn, Ryan Murphy, đã vô cùng ấn tượng về Colfer và tạo hẳn 1 vai đặc biệt riêng cho cậu, họ đã bỏ 1 vai dự tính là Rajish để thêm vai Hummel vào. Trong buổi phỏng vấn với Allison Kugel vào năm 2010, Colfer đã chia sẻ rằng "Có vài lần tôi đã đến gặp Ryan Murphy và kể cho ông ấy nghe vài chuyện đã xảy ra với tôi, rồi đưa nó vào kịch bản. Hoặc ông ấy sẽ hỏi tôi muốn hát bài nào trong tình huống này hay trong tình huống kia. Tôi không nghĩ bất cứ ai trong chúng tôi (ý là dàn cast ấy) có ý định trực tiếp đưa cái gì đó vào nhân vật hay cốt truyện, nhưng chắc chắn họ đã chôm từ bọn tôi."
Ryan Murphy đã tiết lộ trong một cuộc phỏng vấn với Hollywood Reporter tvề đoạn kết của Glee' phần 3, Kurt của Colfer sẽ tốt nghiệp McKinley High cùng với Rachel (Lea Michele) và Finn (Cory Monteith). Tại hội chợ Comic- Con 2011 ở San Diego, đạo diễn Brad Falchuk đã nói rằng "Họ tốt nghiệp không có nghĩa là họ rời khỏi bộ phim", ông còn nói "Chúng tôi chưa bao giờ có kế hoạch hay ý định để họ đi… Họ chưa xong việc với bộ phim sau phần này""

### Sự nghiệp văn học và những công việc khác
Colfer tham gia phim hài Struck by Lightning do David Permut làm đạo diễn (Youth in Revolt). Câu chuyện kể về nhân vật của Chris Colfer, bị kẹt và chết vì sét đánh và mở ra những ký ức về chuyện cậu đã đe dọa bạn cùng lớp để phát hành một tạp chí văn học.
Colfer là biên kịch của "Struck By Lightning," đã được quay trong thời gian tạm nghỉ của Glee trong hè 2011.
Vào 8/6/2011, Colfer đã ký hợp đồng phát hành hai cuốn sách cho thiếu nhi, một trong số đó là The Land of Stories, sẽ được phát hành vào năm 2012.

## Đời tư
Colfer là người đồng tính, cậu đã chia sẻ trong Access Hollywood rằng cha mẹ cậu chấp nhận con người cậu nhưng cậu đã bị bắt nạt rất nhiều ở trường. Em gái Colfer, Hannah, bị mắc bệnh động kinh, và thường trải qua những đợt lên cơn trên 50 lần co giật 1 giờ. Colfer tâm sự rằng khi còn nhỏ, diễn xuất là cách giúp cậu thoát khỏi những căng thằng khi có người thân bị tật nguyền.
Colfer xuất hiện trong chương trình phỏng vấn của Anh Friday Night with Jonathan Ross vào ngày 18 tháng 6 năm 2010, cùng với 2 đồng diễn viên trong Glee là Amber Riley và Matthew Morrison. Cậu đã trình diễn kĩ thuật dùng kiếm sai, cậu kể rằng cậu đã mua một cặp trên eBay và thường tập luyện khi không phải quay. Cậu cũng đã đề cập trong cuộc phỏng vấn rằng cậu mong rằng cậu sẽ được dùng kiếm sai trong một tập của Glee; chúng xuất hiện trong phần 3 tập I Am Unicorn, trong màn trình diễn "I'm the Greatest Star" của nhân vật của Colfer - Kurt Hummel, từ vở nhạc kịch Funny Girl.

## Danh sách phim

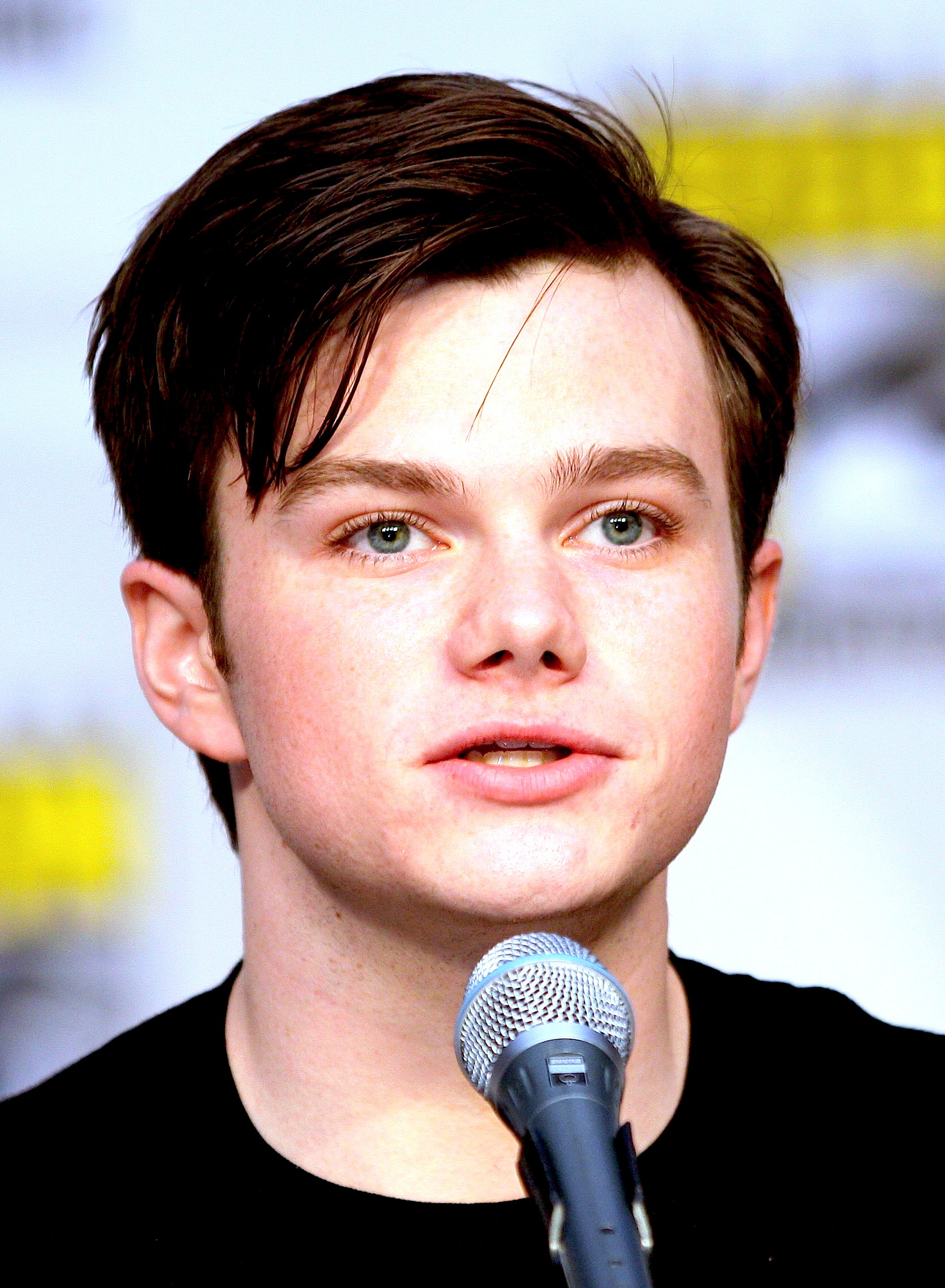
Colfer tại ComicCon, tháng 7 năm 2010

| Năm      | Tác phẩm                                   | Vai diễn                                   | Thông tin khác |
| -------- | ------------------------------------------ | ------------------------------------------ | --- |
| 2009     | Russel Fish: The Sausage and Eggs Incident | Russel Fish                                | Phim ngắn |
| 2009–nay | Glee                                       | Kurt Hummel                                | Diễn viên chính Golden Globe Award for Best Supporting Actor – Series, Miniseries or Television Film (2011) Screen Actors Guild Award for Outstanding Performance by an Ensemble in a Comedy Series (2010) Đề cử - Primetime Emmy Award for Outstanding Supporting Actor in a Comedy Series (2010–2011) Đề cử - Monte-Carlo TV Festival Award for Outstanding Actor - Comedy Series Đề cử - Satellite Award for Best Supporting Actor – Series, Miniseries or Television Film (2009–2010) Đề cử - Screen Actors Guild Award for Outstanding Performance by a Male Actor in a Comedy Series (2011) Đề cử - Screen Actors Guild Award for Outstanding Performance by an Ensemble in a Comedy Series (2011) Đề cử - Lesbian/Bi People's Choice Awards "Favorite Music Duo or Group" (shared with Glee Cast) (2011) Đề cử - People's Choice Award for Favorite TV Comedy Actor (2012) |
| 2010     | Marmaduke                                  | Drama Dog #2 Shrooms Dog #1 Beach Dog No.4 | Phim quảng bá (lồng tiếng) |
| 2011     | The Cleveland Show                         | Kurt Hummel                                | Season 2, Episode 11, "How Do You Solve a Problem Like Roberta?" (lồng tiếng) |
| 2011     | Glee: The 3D Concert Movie                 | Kurt Hummel                                | |
| 2011     | The Little Leftover Witch                  |                                            | Biên kịch, nhà sản xuất |
| 2011     | Saturday Night Live                        | Himself (cameo)                            | Appeared in the What Up With That sketch, had no lines |
| 2012     | Struck by Lightning                        | Carson Phillips                            | Vai chính, biên kịch, nhà sản xuất |

## Danh sách đĩa nhạc
- Glee: The Music, Volume 1 (2009)
- Glee: The Music, Volume 2 (2009)
- Glee: The Music, The Power of Madonna (2010)
- Glee: The Music, Volume 3 Showstoppers (2010)
- Glee: The Music, Journey to Regionals (2010)
- Glee: The Music, The Rocky Horror Glee Show (2010)
- Glee: The Music, The Christmas Album (2010)
- Glee: The Music, Volume 4 (2010)
- Glee: The Music, Volume 5 (2011)
- Glee: The Music Presents the Warblers (2011)
- Glee: The Music, Volume 6 (2011)
- Glee: The 3D Concert Movie (Motion Picture Soundtrack) (2011)
- Glee: The Music, The Christmas Album Volume 2 (2011)
- Glee: The Music, Volume 7 (2011)